# Bundesliga w piłce ręcznej mężczyzn (2012/2013)/Statystyki

## Statystyki

### Kolejka 1.
| Siódemka kolejki      | Siódemka kolejki | Siódemka kolejki         |
| Pozycja               | Zawodnik         | Zespół                   |
| --------------------- | ---------------- | ------------------------ |
| lewoskrzydłowy        | Anders Eggert    | SG Flensburg-Handewitt   |
| lewy rozgrywający     | Filip Jícha      | THW Kiel                 |
| środkowy rozgrywający | Drago Vuković    | TuS Nettelstedt-Lübbecke |
| prawy rozgrywający    | Holger Glandorf  | SG Flensburg-Handewitt   |
| prawoskrzydłowy       | Tobias Reichmann | HSG Wetzlar              |
| obrotowy              | Felix Danner     | MT Melsungen             |
| bramkarz              | Nikolai Weber    | HSG Wetzlar              |

### Kolejka 2.
| Siódemka kolejki      | Siódemka kolejki     | Siódemka kolejki         |
| Pozycja               | Zawodnik             | Zespół                   |
| --------------------- | -------------------- | ------------------------ |
| lewoskrzydłowy        | Ivan Ninčević        | Füchse Berlin            |
| lewy rozgrywający     | Arne Niemeyer        | TuS Nettelstedt-Lübbecke |
| środkowy rozgrywający | Kentin Mahé          | VfL Gummersbach          |
| prawy rozgrywający    | Alexandros Vasilakis | MT Melsungen             |
| prawoskrzydłowy       | Hans Lindberg        | HSV Hamburg              |
| obrotowy              | Bartosz Jurecki      | SC Magdeburg             |
| bramkarz              | Goran Stojanović     | Rhein-Neckar Löwen       |

### Kolejka 3.
| Siódemka kolejki      | Siódemka kolejki        | Siódemka kolejki       |
| Pozycja               | Zawodnik                | Zespół                 |
| --------------------- | ----------------------- | ---------------------- |
| lewoskrzydłowy        | Guðjón Valur Sigurðsson | THW Kiel               |
| lewy rozgrywający     | Nenad Bilbija           | TSV GWD Minden         |
| środkowy rozgrywający | Bartłomiej Jaszka       | Füchse Berlin          |
| prawy rozgrywający    | Adrian Pfahl            | VfL Gummersbach        |
| prawoskrzydłowy       | Ole Rahmel              | TUSEM Essen            |
| obrotowy              | Michael V. Knudsen      | SG Flensburg-Handewitt |
| bramkarz              | Silvio Heinevetter      | Füchse Berlin          |

### Kolejka 4.
| Siódemka kolejki      | Siódemka kolejki          | Siódemka kolejki         |
| Pozycja               | Zawodnik                  | Zespół                   |
| --------------------- | ------------------------- | ------------------------ |
| lewoskrzydłowy        | Marcel Schiller           | TV 1893 Neuhausen        |
| lewy rozgrywający     | Sven-Sören Christophersen | Füchse Berlin            |
| środkowy rozgrywający | Patrik Fahlgren           | MT Melsungen             |
| prawy rozgrywający    | Jens Schöngarth           | TuS Nettelstedt-Lübbecke |
| prawoskrzydłowy       | Lasse Svan Hansen         | SG Flensburg-Handewitt   |
| obrotowy              | Joakim Andre Hykkerud     | TSV Hannover-Burgdorf    |
| bramkarz              | Nils Babin                | TV Emsdetten             |

### Kolejka 5.
| Siódemka kolejki      | Siódemka kolejki    | Siódemka kolejki         |
| Pozycja               | Zawodnik            | Zespół                   |
| --------------------- | ------------------- | ------------------------ |
| lewoskrzydłowy        | Fredrik Petersen    | HSV Hamburg              |
| lewy rozgrywający     | Steffen Fäth        | HSG Wetzlar              |
| środkowy rozgrywający | Andy Schmid         | Rhein-Neckar Löwen       |
| prawy rozgrywający    | Christian Zeitz     | THW Kiel                 |
| prawoskrzydłowy       | Aleksandar Svitlica | TSV GWD Minden           |
| obrotowy              | Frank Løke          | TuS Nettelstedt-Lübbecke |
| bramkarz              | Dario Quenstedt     | TuS Nettelstedt-Lübbecke |

### Kolejka 6.
| Siódemka kolejki      | Siódemka kolejki     | Siódemka kolejki         |
| Pozycja               | Zawodnik             | Zespół                   |
| --------------------- | -------------------- | ------------------------ |
| lewoskrzydłowy        | Anders Eggert        | SG Flensburg-Handewitt   |
| lewy rozgrywający     | Nenad Bilbija        | TSV GWD Minden           |
| środkowy rozgrywający | Philipp Seitle       | TV 1893 Neuhausen        |
| prawy rozgrywający    | Moritz Schäpsmeier   | SC Magdeburg             |
| prawoskrzydłowy       | Tobias Reichmann     | HSG Wetzlar              |
| obrotowy              | Christoph Theuerkauf | HBW Balingen-Weilstetten |
| bramkarz              | Nikola Marinović     | HSG Wetzlar              |

### Kolejka 7.
| Siódemka kolejki      | Siódemka kolejki   | Siódemka kolejki     |
| Pozycja               | Zawodnik           | Zespół               |
| --------------------- | ------------------ | -------------------- |
| lewoskrzydłowy        | Aljoscha Schmidt   | TSV GWD Minden       |
| lewy rozgrywający     | Nenad Bilbija      | TSV GWD Minden       |
| środkowy rozgrywający | Andy Schmid        | Rhein-Neckar Löwen   |
| prawy rozgrywający    | Žarko Marković     | Frisch Auf Göppingen |
| prawoskrzydłowy       | Hans Lindberg      | HSV Hamburg          |
| obrotowy              | Bjarte Myrhol      | Rhein-Neckar Löwen   |
| bramkarz              | Bastian Rutschmann | Frisch Auf Göppingen |

### Kolejka 8.
| Siódemka kolejki      | Siódemka kolejki    | Siódemka kolejki         |
| Pozycja               | Zawodnik            | Zespół                   |
| --------------------- | ------------------- | ------------------------ |
| lewoskrzydłowy        | Michael Allendorf   | MT Melsungen             |
| lewy rozgrywający     | Finn Lemke          | TBV Lemgo                |
| środkowy rozgrywający | Morten Olsen        | TSV Hannover-Burgdorf    |
| prawy rozgrywający    | Alexander Petersson | Rhein-Neckar Löwen       |
| prawoskrzydłowy       | Torge Johannsen     | TSV Hannover-Burgdorf    |
| obrotowy              | Torsten Laen        | Füchse Berlin            |
| bramkarz              | Matthias Puhle      | HBW Balingen-Weilstetten |

### Kolejka 9.
| Siódemka kolejki      | Siódemka kolejki    | Siódemka kolejki     |
| Pozycja               | Zawodnik            | Zespół               |
| --------------------- | ------------------- | -------------------- |
| lewoskrzydłowy        | Marcel Schiller     | TV 1893 Neuhausen    |
| lewy rozgrywający     | Pavel Horák         | Frisch Auf Göppingen |
| środkowy rozgrywający | Dalibor Doder       | TSV GWD Minden       |
| prawy rozgrywający    | Alexander Petersson | Rhein-Neckar Löwen   |
| prawoskrzydłowy       | Hans Lindberg       | HSV Hamburg          |
| obrotowy              | Alexander Becker    | TV 1893 Neuhausen    |
| bramkarz              | Nikola Marinović    | HSG Wetzlar          |

### Kolejka 10.
| Siódemka kolejki      | Siódemka kolejki   | Siódemka kolejki       |
| Pozycja               | Zawodnik           | Zespół                 |
| --------------------- | ------------------ | ---------------------- |
| lewoskrzydłowy        | Uwe Gensheimer     | Rhein-Neckar Löwen     |
| lewy rozgrywający     | Filip Jícha        | THW Kiel               |
| środkowy rozgrywający | Morten Olsen       | TSV Hannover-Burgdorf  |
| prawy rozgrywający    | Rolf Hermann       | TBV Lemgo              |
| prawoskrzydłowy       | Savas Karipidis    | MT Melsungen           |
| obrotowy              | Michael V. Knudsen | SG Flensburg-Handewitt |
| bramkarz              | Mattias Andersson  | SG Flensburg-Handewitt |

### Kolejka 11.
| Siódemka kolejki      | Siódemka kolejki       | Siódemka kolejki       |
| Pozycja               | Zawodnik               | Zespół                 |
| --------------------- | ---------------------- | ---------------------- |
| lewoskrzydłowy        | Anders Eggert          | SG Flensburg-Handewitt |
| lewy rozgrywający     | Mait Patrail           | TSV Hannover-Burgdorf  |
| środkowy rozgrywający | Andy Schmid            | Rhein-Neckar Löwen     |
| prawy rozgrywający    | Christian Zeitz        | THW Kiel               |
| prawoskrzydłowy       | Hans Lindberg          | HSV Hamburg            |
| obrotowy              | Bartosz Jurecki        | SC Magdeburg           |
| bramkarz              | Niklas Landin Jacobsen | Rhein-Neckar Löwen     |

### Kolejka 12.
| Siódemka kolejki      | Siódemka kolejki    | Siódemka kolejki         |
| Pozycja               | Zawodnik            | Zespół                   |
| --------------------- | ------------------- | ------------------------ |
| lewoskrzydłowy        | Anders Eggert       | SG Flensburg-Handewitt   |
| lewy rozgrywający     | Stefan Kneer        | SC Magdeburg             |
| środkowy rozgrywający | Domagoj Duvnjak     | HSV Hamburg              |
| prawy rozgrywający    | Alexander Petersson | Rhein-Neckar Löwen       |
| prawoskrzydłowy       | Hans Lindberg       | HSV Hamburg              |
| obrotowy              | Frank Løke          | TuS Nettelstedt-Lübbecke |
| bramkarz              | Nikola Marinović    | HSG Wetzlar              |

### Kolejka 13.
| Siódemka kolejki      | Siódemka kolejki           | Siódemka kolejki         |
| Pozycja               | Zawodnik                   | Zespół                   |
| --------------------- | -------------------------- | ------------------------ |
| lewoskrzydłowy        | Yves Grafenhorst           | SC Magdeburg             |
| lewy rozgrywający     | Pavel Horák                | Frisch Auf Göppingen     |
| środkowy rozgrywający | Benjamin Herth             | HBW Balingen-Weilstetten |
| prawy rozgrywający    | Tamás Mocsai               | TSV Hannover-Burgdorf    |
| prawoskrzydłowy       | Michael Spatz              | TV Großwallstadt         |
| obrotowy              | Kári Kristján Kristjánsson | HSG Wetzlar              |
| bramkarz              | Nikola Marinović           | HSG Wetzlar              |

### Kolejka 14.
| Siódemka kolejki      | Siódemka kolejki     | Siódemka kolejki      |
| Pozycja               | Zawodnik             | Zespół                |
| --------------------- | -------------------- | --------------------- |
| lewoskrzydłowy        | Jens Bechtloff       | TBV Lemgo             |
| lewy rozgrywający     | Filip Jícha          | THW Kiel              |
| środkowy rozgrywający | Bartłomiej Jaszka    | Füchse Berlin         |
| prawy rozgrywający    | Alexandros Vasilakis | HSG Wetzlar           |
| prawoskrzydłowy       | Torge Johannsen      | TSV Hannover-Burgdorf |
| obrotowy              | Oliver Tesch         | TSV GWD Minden        |
| bramkarz              | Thierry Omeyer       | THW Kiel              |

### Kolejka 15.
| Siódemka kolejki      | Siódemka kolejki  | Siódemka kolejki       |
| Pozycja               | Zawodnik          | Zespół                 |
| --------------------- | ----------------- | ---------------------- |
| lewoskrzydłowy        | Michael Allendorf | MT Melsungen           |
| lewy rozgrywający     | Nenad Bilbija     | TSV GWD Minden         |
| środkowy rozgrywający | Nenad Vučković    | MT Melsungen           |
| prawy rozgrywający    | Holger Glandorf   | SG Flensburg-Handewitt |
| prawoskrzydłowy       | Patrick Groetzki  | Rhein-Neckar Löwen     |
| obrotowy              | Bjarte Myrhol     | Rhein-Neckar Löwen     |
| bramkarz              | Per Sandström     | MT Melsungen           |

### Kolejka 16.
| Siódemka kolejki      | Siódemka kolejki | Siódemka kolejki       |
| Pozycja               | Zawodnik         | Zespół                 |
| --------------------- | ---------------- | ---------------------- |
| lewoskrzydłowy        | Ivan Ninčević    | Füchse Berlin          |
| lewy rozgrywający     | Momir Ilić       | THW Kiel               |
| środkowy rozgrywający | Patrik Fahlgren  | MT Melsungen           |
| prawy rozgrywający    | Holger Glandorf  | SG Flensburg-Handewitt |
| prawoskrzydłowy       | Hans Lindberg    | HSV Hamburg            |
| obrotowy              | Anton Månsson    | MT Melsungen           |
| bramkarz              | Petr Štochl      | Füchse Berlin          |

### Kolejka 17.
| Siódemka kolejki      | Siódemka kolejki | Siódemka kolejki         |
| Pozycja               | Zawodnik         | Zespół                   |
| --------------------- | ---------------- | ------------------------ |
| lewoskrzydłowy        | Aljoscha Schmidt | TSV GWD Minden           |
| lewy rozgrywający     | Roland Schlinger | HBW Balingen-Weilstetten |
| środkowy rozgrywający | Dalibor Doder    | TSV GWD Minden           |
| prawy rozgrywający    | Tamás Mocsai     | TSV Hannover-Burgdorf    |
| prawoskrzydłowy       | Alexander Trost  | TV 1893 Neuhausen        |
| obrotowy              | Bjarte Myrhol    | Rhein-Neckar Löwen       |
| bramkarz              | Martin Ziemer    | TSV Hannover-Burgdorf    |

### Kolejka 18.
| Siódemka kolejki      | Siódemka kolejki    | Siódemka kolejki      |
| Pozycja               | Zawodnik            | Zespół                |
| --------------------- | ------------------- | --------------------- |
| lewoskrzydłowy        | Fredrik Petersen    | HSV Hamburg           |
| lewy rozgrywający     | Kim Ekdahl Du Rietz | Rhein-Neckar Löwen    |
| środkowy rozgrywający | Morten Olsen        | TSV Hannover-Burgdorf |
| prawy rozgrywający    | Malte Schröder      | MT Melsungen          |
| prawoskrzydłowy       | Johannes Sellin     | Füchse Berlin         |
| obrotowy              | Jens Tiedtke        | HSG Wetzlar           |
| bramkarz              | Nils Dresrüsse      | TBV Lemgo             |

### Kolejka 19.
| Siódemka kolejki      | Siódemka kolejki     | Siódemka kolejki         |
| Pozycja               | Zawodnik             | Zespół                   |
| --------------------- | -------------------- | ------------------------ |
| lewoskrzydłowy        | Maximilian Holst     | TV Großwallstadt         |
| lewy rozgrywający     | Mait Patrail         | TSV Hannover-Burgdorf    |
| środkowy rozgrywający | Thomas Mogensen      | SG Flensburg-Handewitt   |
| prawy rozgrywający    | Holger Glandorf      | SG Flensburg-Handewitt   |
| prawoskrzydłowy       | Robert Weber         | SC Magdeburg             |
| obrotowy              | Christoph Theuerkauf | HBW Balingen-Weilstetten |
| bramkarz              | Mattias Andersson    | SG Flensburg-Handewitt   |

### Kolejka 20.
| Siódemka kolejki      | Siódemka kolejki    | Siódemka kolejki      |
| Pozycja               | Zawodnik            | Zespół                |
| --------------------- | ------------------- | --------------------- |
| lewoskrzydłowy        | Marcel Schiller     | TV 1893 Neuhausen     |
| lewy rozgrywający     | Momir Ilić          | THW Kiel              |
| środkowy rozgrywający | Martin Strobel      | TBV Lemgo             |
| prawy rozgrywający    | Alexander Petersson | Rhein-Neckar Löwen    |
| prawoskrzydłowy       | Torge Johannsen     | TSV Hannover-Burgdorf |
| obrotowy              | Andre Kropp         | TUSEM Essen           |
| bramkarz              | Johannes Bitter     | HSV Hamburg           |

### Kolejka 21.
| Siódemka kolejki      | Siódemka kolejki    | Siódemka kolejki         |
| Pozycja               | Zawodnik            | Zespół                   |
| --------------------- | ------------------- | ------------------------ |
| lewoskrzydłowy        | Jens Bechtloff      | TBV Lemgo                |
| lewy rozgrywający     | Pavel Horák         | Frisch Auf Göppingen     |
| środkowy rozgrywający | Kentin Mahé         | VfL Gummersbach          |
| prawy rozgrywający    | Konstantin Igropulo | Füchse Berlin            |
| prawoskrzydłowy       | Robert Weber        | SC Magdeburg             |
| obrotowy              | Frank Løke          | TuS Nettelstedt-Lübbecke |
| bramkarz              | Jan Kulhánek        | TUSEM Essen              |

### Kolejka 22.
| Siódemka kolejki      | Siódemka kolejki    | Siódemka kolejki     |
| Pozycja               | Zawodnik            | Zespół               |
| --------------------- | ------------------- | -------------------- |
| lewoskrzydłowy        | Dragoș Oprea        | Frisch Auf Göppingen |
| lewy rozgrywający     | Kim Ekdahl Du Rietz | Rhein-Neckar Löwen   |
| środkowy rozgrywający | Andy Schmid         | Rhein-Neckar Löwen   |
| prawy rozgrywający    | Malte Schröder      | MT Melsungen         |
| prawoskrzydłowy       | Johannes Sellin     | Füchse Berlin        |
| obrotowy              | Igor Vori           | HSV Hamburg          |
| bramkarz              | Carsten Lichtlein   | TBV Lemgo            |

### Kolejka 23.
| Siódemka kolejki      | Siódemka kolejki     | Siódemka kolejki         |
| Pozycja               | Zawodnik             | Zespół                   |
| --------------------- | -------------------- | ------------------------ |
| lewoskrzydłowy        | Marcel Schiller      | TV 1893 Neuhausen        |
| lewy rozgrywający     | Momir Rnić           | Frisch Auf Göppingen     |
| środkowy rozgrywający | Benjamin Herth       | HBW Balingen-Weilstetten |
| prawy rozgrywający    | David Breuer         | TUSEM Essen              |
| prawoskrzydłowy       | Torge Johannsen      | TSV Hannover-Burgdorf    |
| obrotowy              | Christoph Theuerkauf | HBW Balingen-Weilstetten |
| bramkarz              | Thierry Omeyer       | THW Kiel                 |

### Kolejka 24.
| Siódemka kolejki      | Siódemka kolejki  | Siódemka kolejki         |
| Pozycja               | Zawodnik          | Zespół                   |
| --------------------- | ----------------- | ------------------------ |
| lewoskrzydłowy        | Jens Bechtloff    | TBV Lemgo                |
| lewy rozgrywający     | Dennis Wilke      | TuS Nettelstedt-Lübbecke |
| środkowy rozgrywający | Morten Olsen      | TSV Hannover-Burgdorf    |
| prawy rozgrywający    | Kai Häfner        | HBW Balingen-Weilstetten |
| prawoskrzydłowy       | Stefan Kneer      | SC Magdeburg             |
| obrotowy              | Manuel Späth      | Frisch Auf Göppingen     |
| bramkarz              | Mattias Andersson | SG Flensburg-Handewitt   |

### Kolejka 25.
| Siódemka kolejki      | Siódemka kolejki | Siódemka kolejki         |
| Pozycja               | Zawodnik         | Zespół                   |
| --------------------- | ---------------- | ------------------------ |
| lewoskrzydłowy        | Anders Eggert    | SG Flensburg-Handewitt   |
| lewy rozgrywający     | Dennis Wilke     | TuS Nettelstedt-Lübbecke |
| środkowy rozgrywający | Drago Vuković    | TuS Nettelstedt-Lübbecke |
| prawy rozgrywający    | David Breuer     | TUSEM Essen              |
| prawoskrzydłowy       | Stefan Kneer     | SC Magdeburg             |
| obrotowy              | Bjarte Myrhol    | Rhein-Neckar Löwen       |
| bramkarz              | Johannes Bitter  | HSV Hamburg              |

### Kolejka 26.
| Siódemka kolejki      | Siódemka kolejki  | Siódemka kolejki         |
| Pozycja               | Zawodnik          | Zespół                   |
| --------------------- | ----------------- | ------------------------ |
| lewoskrzydłowy        | Patrick Zieker    | TBV Lemgo                |
| lewy rozgrywający     | Nenad Bilbija     | TSV GWD Minden           |
| środkowy rozgrywający | Martin Strobel    | TBV Lemgo                |
| prawy rozgrywający    | Jens Schöngarth   | TuS Nettelstedt-Lübbecke |
| prawoskrzydłowy       | Johannes Sellin   | Füchse Berlin            |
| obrotowy              | Alois Mráz        | HSG Wetzlar              |
| bramkarz              | Carsten Lichtlein | TBV Lemgo                |

### Kolejka 27.
| Siódemka kolejki      | Siódemka kolejki  | Siódemka kolejki       |
| Pozycja               | Zawodnik          | Zespół                 |
| --------------------- | ----------------- | ---------------------- |
| lewoskrzydłowy        | Anders Eggert     | SG Flensburg-Handewitt |
| lewy rozgrywający     | Filip Jícha       | THW Kiel               |
| środkowy rozgrywający | Domagoj Duvnjak   | HSV Hamburg            |
| prawy rozgrywający    | Steffen Weinhold  | SG Flensburg-Handewitt |
| prawoskrzydłowy       | Christian Schöne  | Frisch Auf Göppingen   |
| obrotowy              | Jens Tiedtke      | HSG Wetzlar            |
| bramkarz              | Mattias Andersson | SG Flensburg-Handewitt |

### Kolejka 28.
| Siódemka kolejki      | Siódemka kolejki    | Siódemka kolejki       |
| Pozycja               | Zawodnik            | Zespół                 |
| --------------------- | ------------------- | ---------------------- |
| lewoskrzydłowy        | Kevin Schmidt       | HSG Wetzlar            |
| lewy rozgrywający     | Filip Jícha         | THW Kiel               |
| środkowy rozgrywający | Thomas Mogensen     | SG Flensburg-Handewitt |
| prawy rozgrywający    | Holger Glandorf     | SG Flensburg-Handewitt |
| prawoskrzydłowy       | Aleksandar Svitlica | TSV GWD Minden         |
| obrotowy              | Michael V. Knudsen  | SG Flensburg-Handewitt |
| bramkarz              | Johannes Bitter     | HSV Hamburg            |

### Kolejka 29.
| Siódemka kolejki      | Siódemka kolejki          | Siódemka kolejki         |
| Pozycja               | Zawodnik                  | Zespół                   |
| --------------------- | ------------------------- | ------------------------ |
| lewoskrzydłowy        | Lars Lehnhoff             | TSV Hannover-Burgdorf    |
| lewy rozgrywający     | Sven-Sören Christophersen | Füchse Berlin            |
| środkowy rozgrywający | Aron Pálmarsson           | THW Kiel                 |
| prawy rozgrywający    | Holger Glandorf           | SG Flensburg-Handewitt   |
| prawoskrzydłowy       | Robert Weber              | SC Magdeburg             |
| obrotowy              | Frank Løke                | TuS Nettelstedt-Lübbecke |
| bramkarz              | Nikola Blazičko           | TuS Nettelstedt-Lübbecke |

### Kolejka 30.
| Siódemka kolejki      | Siódemka kolejki       | Siódemka kolejki       |
| Pozycja               | Zawodnik               | Zespół                 |
| --------------------- | ---------------------- | ---------------------- |
| lewoskrzydłowy        | Anders Eggert          | SG Flensburg-Handewitt |
| lewy rozgrywający     | Filip Jícha            | THW Kiel               |
| środkowy rozgrywający | Patrick Fahlgren       | MT Melsungen           |
| prawy rozgrywający    | Žarko Marković         | Frisch Auf Göppingen   |
| prawoskrzydłowy       | Robert Weber           | SC Magdeburg           |
| obrotowy              | Bjarte Myrhol          | Rhein-Neckar Löwen     |
| bramkarz              | Niklas Landin Jacobsen | Rhein-Neckar Löwen     |

### Kolejka 32.
| Siódemka kolejki      | Siódemka kolejki   | Siódemka kolejki       |
| Pozycja               | Zawodnik           | Zespół                 |
| --------------------- | ------------------ | ---------------------- |
| lewoskrzydłowy        | Lars Lehnhoff      | TSV Hannover-Burgdorf  |
| lewy rozgrywający     | Momir Rnić         | Frisch Auf Göppingen   |
| środkowy rozgrywający | Bartłomiej Jaszka  | Füchse Berlin          |
| prawy rozgrywający    | Rolf Hermann       | TBV Lemgo              |
| prawoskrzydłowy       | Tim Hornke         | SC Magdeburg           |
| obrotowy              | Michael V. Knudsen | SG Flensburg-Handewitt |
| bramkarz              | Johannes Bitter    | HSV Hamburg            |

### Kolejka 33.
| Siódemka kolejki      | Siódemka kolejki  | Siódemka kolejki       |
| Pozycja               | Zawodnik          | Zespół                 |
| --------------------- | ----------------- | ---------------------- |
| lewoskrzydłowy        | Michael Allendorf | MT Melsungen           |
| lewy rozgrywający     | Mait Patrail      | TSV Hannover-Burgdorf  |
| środkowy rozgrywający | Patrick Schmidt   | TV Großwallstadt       |
| prawy rozgrywający    | Steffen Weinhold  | SG Flensburg-Handewitt |
| prawoskrzydłowy       | Nicklas Ekberg    | THW Kiel               |
| obrotowy              | Jewgienij Pewnow  | Füchse Berlin          |
| bramkarz              | Johannes Bitter   | HSV Hamburg            |

### Kolejka 34.
| Siódemka kolejki      | Siódemka kolejki | Siódemka kolejki       |
| Pozycja               | Zawodnik         | Zespół                 |
| --------------------- | ---------------- | ---------------------- |
| lewoskrzydłowy        | Aljoscha Schmidt | TSV GWD Minden         |
| lewy rozgrywający     | Andreas Schröder | TV 1893 Neuhausen      |
| środkowy rozgrywający | Andy Schmid      | Rhein-Neckar Löwen     |
| prawy rozgrywający    | Holger Glandorf  | SG Flensburg-Handewitt |
| prawoskrzydłowy       | Johannes Sellin  | Füchse Berlin          |
| obrotowy              | Bjarte Myrhol    | Rhein-Neckar Löwen     |
| bramkarz              | Per Sandström    | MT Melsungen           |

### Klasyfikacja strzelców
| Bramki - Top 10 | Bramki - Top 10 | Bramki - Top 10  | Bramki - Top 10          |
| Nr              | Bramki          | Zawodnik         | Zespół                   |
| --------------- | --------------- | ---------------- | ------------------------ |
| 1.              | 235             | Hans Lindberg    | HSV Hamburg              |
| 2.              | 221             | Anders Eggert    | SG Flensburg-Handewitt   |
| 3.              | 205             | Morten Olsen     | TSV Hannover-Burgdorf    |
| 4.              | 193             | Marcel Schiller  | TV 1893 Neuhausen        |
| 5.              | 189             | Holger Glandorf  | SG Flensburg-Handewitt   |
| 6.              | 180             | Filip Jícha      | THW Kiel                 |
| 7.              | 179             | Adrian Pfahl     | VfL Gummersbach          |
| 8.              | 176             | Aljoscha Schmidt | TSV GWD Minden           |
| 9.              | 171             | Dennis Wilke     | TuS Nettelstedt-Lübbecke |
| 10.             | 168             | Robert Weber     | SC Magdeburg             |